# Osservatorio astronomico nazionale della Cina
L'osservatorio astronomico nazionale della Cina (NAOC, acronimo di National Astronomy Observatory of China, in cinese: 国家天文台; in pinyin: Guojia Tiānwéntái) è stato fondato il 25 aprile 2001 attraverso la fusione di quattro osservatori dell'Accademia cinese delle scienze (CAS), tre stazioni di osservazione CAS e un centro di ricerca. La sede del NAOC è situata nella periferia nord di Pechino sul sito dell'ex osservatorio astronomico di Pechino (BAO), ed è responsabile per tutte le questioni relative all'ex BAO.